# فري بيك
فري بيك (بالإنجليزية: freepik) بنك صور مع شركة إنتاج خاصة به تقدم أكثر من 10 ملايين مصدر رسومي. من بين المحتوى المرئي الذي تم إنتاجه وتوزيعه بواسطة النظام الأساسي عبر الإنترنت، يمكنك العثور على صور فوتوغرافية ورسوم توضيحية، تعمل المنصة وفقًا لنموذج فريميوم، مما يعني أنه يمكن للمستخدمين الوصول إلى الكثير من المحتوى مجانًا، ولكن من الممكن أيضًا شراء اشتراك للحصول على المزيد من الموارد، وفقًا لتصنيف أليكسا، وهو مقياس لشعبية موقع الويب، تم تصنيف فريبيك في المرتبة 107 في حركة الإنترنت العالمية.

## التاريخ

### 2010
تأسست فري بيك في عام 2010 في مالقة بهدف توفير موارد رسومية مجانية للمصممين في جميع أنحاء العالم.
يتم استخدام منصة فري بيك من قبل عدة ملايين من المستخدمين، بما في ذلك الشركات متعددة الجنسيات مثل ناسا ومايكروسوفت وفيديكس وأمازون وسبوتيفاي.

### 2014
في عام 2014، توقف فري بيك عن كونه مجرد محرك بحث ميتا وأصبح منتجًا واسع النطاق لموارد الرسوم المجانية.

### 2015
في عام 2015 تم إطلاق نموذج الاشتراك.
يمكن للمستخدمين الذين يدفعون مقابل حساب بريميم للوصول إلى المزيد من الموارد والمحتوى الحصري على النظام الأساسي.

### 2018
في عام 2018، غيرت فري بيك هويتها المرئية وقدمت شعارًا جديدًا، تضمنت إعادة التصميم هذه خطًا جديدًا ونمطًا متساويًا معدل بالإضافة إلى لوحة الألوان، كان الهدف من هذا التغيير هو إعادة تعريف صورة العلامة التجارية وجعلها أقرب إلى اتجاهات التصميم الجرافيكي.

### 2020
في عام 2020، استحوذت شركة الاستثمار السويدية إيه كيو تي (EQT) على حصة أغلبية في شركة فريبيك.
وأثناء اندلاع فيروس كورونا، قدمت فري بيك مواردها مجانًا للعاملين في مجال الرعاية الصحية والمعلمين والصحفيين والعاملين في المؤسسات العامة كجزء من مبادرة المسؤولية الاجتماعية للشركات فري بيك.

## الشركات التابعة
شركة فريبيك هي العلامة التجارية الأم لثلاث منصات إبداعية أخرى:
- فلات ايقون (Flaticon)
- سلايدسجو (Slidesgo)[7]
- ستوري سيت (Storyset).[8]

## انظُر أيضًا
- شترستوك
- آي ستوك

## مَراجع
1. ↑  "Amazon Alexa". مؤرشف من الأصل في 2021-10-28. اطلع عليه بتاريخ 2023-01-30. {{استشهاد ويب}}: تجاهل المحلل الوسيط |fechaacceso= لأنه غير معروف، ويقترح استخدام |access-date= (مساعدة) وتجاهل المحلل الوسيط |sitioweb= لأنه غير معروف، ويقترح استخدام |website= (مساعدة)
2. ↑  "Freepik, el Google español de las imágenes digitales, apuesta por la producción propia y la consolidación de herramientas ya existentes tras la entrada de EQT" (بالإسبانية). Archived from the original on 2021-11-27. Retrieved 2023-01-30. {{استشهاد ويب}}: تجاهل المحلل الوسيط |apellido= لأنه غير معروف، ويقترح استخدام |last= (help), تجاهل المحلل الوسيط |fecha= لأنه غير معروف، ويقترح استخدام |date= (help), تجاهل المحلل الوسيط |idioma= لأنه غير معروف، ويقترح استخدام |language= (help), تجاهل المحلل الوسيط |nombre= لأنه غير معروف، ويقترح استخدام |first= (help), and تجاهل المحلل الوسيط |sitioweb= لأنه غير معروف، ويقترح استخدام |website= (help)
3. ↑  "EQT adquiere Freepik Company, el líder internacional en contenidos visuales digitales freemium". مؤرشف من الأصل في 2020-11-17. اطلع عليه بتاريخ 2023-01-30. {{استشهاد ويب}}: تجاهل المحلل الوسيط |sitioweb= لأنه غير معروف، ويقترح استخدام |website= (مساعدة)
4. ↑  "Freepik, la web "made in Málaga" de contenidos para diseñadores que factura 1,2 millones de euros al mes" (بالإسبانية). Archived from the original on 2021-12-14. Retrieved 2023-01-30. {{استشهاد ويب}}: تجاهل المحلل الوسيط |apellido= لأنه غير معروف، ويقترح استخدام |last= (help), تجاهل المحلل الوسيط |fecha= لأنه غير معروف، ويقترح استخدام |date= (help), تجاهل المحلل الوسيط |idioma= لأنه غير معروف، ويقترح استخدام |language= (help), تجاهل المحلل الوسيط |nombre= لأنه غير معروف، ويقترح استخدام |first= (help), and تجاهل المحلل الوسيط |sitioweb= لأنه غير معروف، ويقترح استخدام |website= (help)
5. ↑  "Málaga-based stock image startup Freepik Company now features 5 million resources, reaches over 100 million monthly downloads" (بالإنجليزية الأمريكية). Archived from the original on 2021-12-01. Retrieved 2023-01-30. {{استشهاد ويب}}: تجاهل المحلل الوسيط |apellido= لأنه غير معروف، ويقترح استخدام |last= (help), تجاهل المحلل الوسيط |fecha= لأنه غير معروف، ويقترح استخدام |date= (help), تجاهل المحلل الوسيط |idioma= لأنه غير معروف، ويقترح استخدام |language= (help), تجاهل المحلل الوسيط |nombre= لأنه غير معروف، ويقترح استخدام |first= (help), and تجاهل المحلل الوسيط |sitioweb= لأنه غير معروف، ويقترح استخدام |website= (help)
6. ↑  "El fondo EQT compra Freepik, el 'google' español de las imágenes - elEconomista.es" (بالإسبانية). Archived from the original on 2021-12-01. Retrieved 2023-01-30. {{استشهاد ويب}}: تجاهل المحلل الوسيط |autor= لأنه غير معروف، ويقترح استخدام |author= (help), تجاهل المحلل الوسيط |fecha= لأنه غير معروف، ويقترح استخدام |date= (help), تجاهل المحلل الوسيط |idioma= لأنه غير معروف، ويقترح استخدام |language= (help), and تجاهل المحلل الوسيط |sitioweb= لأنه غير معروف، ويقترح استخدام |website= (help)
7. ↑  "Freepik crece a ritmo de gacela: encadena otro año duplicando ingresos, beneficio y plantilla" (بالإسبانية). Archived from the original on 2021-01-26. Retrieved 2023-01-30. {{استشهاد ويب}}: تجاهل المحلل الوسيط |autor= لأنه غير معروف، ويقترح استخدام |author= (help), تجاهل المحلل الوسيط |fecha= لأنه غير معروف، ويقترح استخدام |date= (help), تجاهل المحلل الوسيط |idioma= لأنه غير معروف، ويقترح استخدام |language= (help), and تجاهل المحلل الوسيط |sitioweb= لأنه غير معروف، ويقترح استخدام |website= (help)
8. ↑  "Freepik lanza una nueva herramienta gratis para crear ilustraciones animadas y personalizables" (بالإسبانية). Archived from the original on 2022-01-06. Retrieved 2023-01-30. {{استشهاد ويب}}: تجاهل المحلل الوسيط |apellido= لأنه غير معروف، ويقترح استخدام |last= (help), تجاهل المحلل الوسيط |fecha= لأنه غير معروف، ويقترح استخدام |date= (help), تجاهل المحلل الوسيط |idioma= لأنه غير معروف، ويقترح استخدام |language= (help), تجاهل المحلل الوسيط |nombre= لأنه غير معروف، ويقترح استخدام |first= (help), and تجاهل المحلل الوسيط |sitioweb= لأنه غير معروف، ويقترح استخدام |website= (help)